# Parasitaphelenchus oregonensis
Parasitaphelenchus oregonensis är en rundmaskart. Parasitaphelenchus oregonensis ingår i släktet Parasitaphelenchus och familjen Aphelenchidae. Inga underarter finns listade i Catalogue of Life.